# Koža (materijal)
Koža je materijal koji se dobiva štavljenjem sirove životinjske kože. Uporaba životinjske kože je počela je još u prapovijesti čovjeka. Kako sirova koža postaje vremenom kruta i lomljiva, ljudi su razvili razne metode obrade. Najraniji oblik prerade kože se sastojao u dimljenju i podmazivanju masnoćom. Iz ovih djelatnosti je razvijen zanat, a zatim i industrijska grana - kožarstvo. Kožarstvo je uznapredovalo pronalaskom kromnog štavljenja. Pojedini umjetni materijali danas zamjenjuju kožu, ali nemaju toliko dobre osobine kao prirodna koža.

## Kemijski sastav
Sirova koža u prosjeku ima sljedeći kemijski sastav: 65% voda, 1% masti, 0,5% mineralne tvari, a ostatak su bjelančevine (kolagen, keratin i elastin). Za industrijsku uporabu su zanimljive samo vlaknaste bjelančevine (kolagen i elastin), a keratin se odstranjuje.

## Sirovine
Osnovne sirovine u kožarstvu su kože domaćih životinja (goveđa i teleća), konjska, svinjska, ovčja koža. Osim toga rabe se i kože nekih divljih životinja i gmaza. To su koža: zmije, leoparda, tigra, antilope, krokodila i druge.

## Vanjske poveznice
|  | Zajednički poslužitelj ima još gradiva o temi Koža |

- Koža Hrvatska tehnička enciklopedija, portal hrvatske tehničke baštine. LZMK

- Umjetna koža Hrvatska tehnička enciklopedija, portal hrvatske tehničke baštine. LZMK